# 刘汉俊
刘汉俊（1964年—），中华人民共和国湖北省赤壁市人，中宣部文艺局局长，中国作家协会会员。

## 个人经历
21岁毕业于武汉理工大学船舶无线电通讯专业，毕业后分配到中国长江航运集团工作；后考上武汉大学新闻系。
原中宣部新闻局副局长、中宣部党建杂志社长，2008感动中国推委会成员。
现任中宣部宣传舆情研究中心主任、思想政治工作研究所所长，中共中央宣传部《党建》杂志总编辑、“学习强国”学习平台总编辑。

## 争议
2023年3月23日，刘汉俊遭金盾影视中心主任李学政实名举报，指控其利用职权在网络大量卖书、制造对金盾影视中心及李学政本人的谣言、出台文件“打击迫害”金盾影视作品、阻挠“有关单位纪念抗美援朝战争胜利七十周年的正当活动”。有关举报内容在金盾影视中心官网及李学政本人的朋友圈公布。
李学政对刘汉俊的实名举报始于3月23日上午11点多，用“金盾云学院”的账号发布于微博，落款加上了举报人实名。其后该条微博多次被平台删除又重发。下午1点多，“金盾云学院”账号再次发博：“刘开始指挥删除我的举报信息，你害怕啥？我举报失真我负法律责任，你没问题为何删除我的内容？平台啊，请你们正义一些担当一些吧！”；下午2点多，“金盾云学院”又发博质问：“你刘汉俊为何以中宣部的红头文件但却盖你文艺局的公章，来给下面发文‘处理李学政？’，但没有任何依据。要求你留下文件或者拍照留存，你为何不敢？那么大的机关为何像做贼一样行政？我实名举报你，愿意负法律责任，为何删除我的举报？如果是个真正的党员干部你不服咱们就法庭见！” ；下午3点左右，“金盾云学院”在当日针对刘汉俊发的三条微博均被删除，账号被禁言。随后，以李学政为负责人的金盾影视中心官方网站发布公告，“实名举报中宣部高官刘汉俊以权谋私，制造谣言并对金盾影视中心打击迫害”。
3月24日，网上流传一份“北京金盾出版社”于3月23日发的声明，声明里说“金盾影视中心已经撤销，非经其书面同意，任何单位和个人不得以‘北京金盾出版社金盾影视中心’及相关名义开展商业和社会活动”。李学政于微信朋友圈回应认为“北京金盾出版社是迫于刘汉俊的压力于昨日匆匆发出的‘声明’”。網路訊息顯示，李學政的實名舉報文章半小時後就被刪除，「金盾雲學院」微博、金盾影視官網相繼遭遮蔽。李學政在網路也遭大量清洗，百度百科、搜狗百科下架他的詞條；微博、微信等社群刪除與他有關的內容。
《南方都市報》創始人程益中認為，被舉報的劉漢俊所屬機構本質就是輿論審查部門。相信事件是體制中人因利益不均故以反腐名義相互搏殺。

## 部分出版作品
- 《乡愁深处》[13]
- 《午夜的阳光》[14]
- 《刘汉俊评说历史人物》[15]
- 《文化的颜色》[16]
- 《千年的桨声》[17]
- 《缔造精神》[18]
- 《塑造形象》[19]
- 《午夜的阳光》[19]
- 《一个人的河流》[20]